# Düstermühle

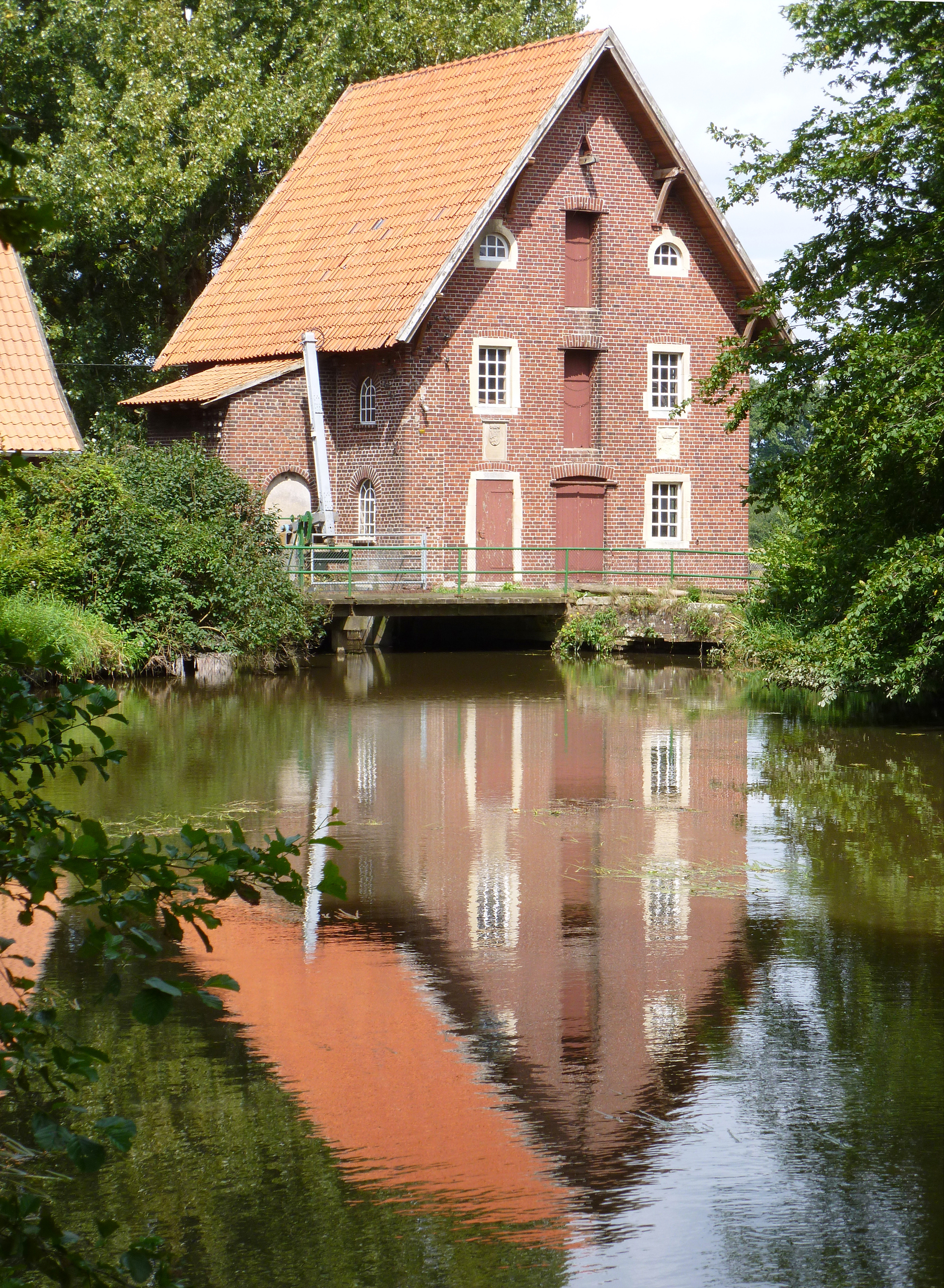
Düstermühle

Die Düstermühle ist eine alte Mühle im Legdener Ortsteil Wehr. Sie liegt am Fluss Dinkel und wird zum ersten Mal im Jahre 1151 erwähnt. Neben einer Funktion als Gerichtsstätte entwickelte sich dort im Laufe der Jahrhunderte die Tradition des Düstermühlenmarkts. Dieser findet immer am letzten Montag im August statt. Heute wird sie als Gaststätte genutzt.